# ISO 13406-2
ISO 13406-2는 평판 화면 위에 존재하는 불량 화소의 최대 수를 정의하는 ISO 표준이다.  이 표준은 안내를 위한 것이며 반드시 이를 실천해야 하는 것은 아니다. 그러나 명성이 있는 많은 LCD 디스플레이와 플라스마 디스플레이 제조업체들은 이 표준을 자발적으로 고수하고 있다.
다만, 이를 실천으로 옮겨야 하는지에 대한 여부는 자주 논란의 대상이 되기도 한다.
ISO 13406-2:2001 표준은 철회되었으며 ISO 9241-302, 303, 305, 307:2008 표준으로 개정되었다.

## 등급
이 표준은 4가지 등급으로 나뉜다. 불량 화소의 세 가지 종류는 다음과 같이 정의되어 있다:
- 종류 1 = 핫 픽셀 (언제나 켜져 있음, 따라서 흰 색이 됨)
- 종류 2 = 데드 픽셀 (언제나 꺼져 있음, 따라서 검은색이 됨)
- 종류 3 = 스턱 픽셀 (언제나 켜져 있거나 언제나 꺼져 있는, 하나 이상의 하부 화소)

아래의 표는 백만 픽셀마다 허용되는 불량 화소의 최대 수이다.
| 등급 | 종류 1 | 종류 2 | 종류 3 | 하나 이상의 종류1/종류2 결점들을 가진 클러스터 | 유형 3의 결점을 가진 클러스터 |
| ---- | ------ | ------ | ------ | ---------------------------------------------- | ----------------------------- |
| I    | 0      | 0      | 0      | 0                                              | 0                             |
| II   | 2      | 2      | 5      | 0                                              | 2                             |
| III  | 5      | 15     | 50     | 0                                              | 5                             |
| IV   | 50     | 150    | 500    | 5                                              | 50                            |

2007년의 경우, 대부분의 제공업체들은 등급 II를 적용하고 있다.

## 같이 보기
- 불량 화소